# Войка
Во́йка (ест. Voika küla) — село в Естонії, у волості Нио повіту Тартумаа.

## Населення
Чисельність населення на 31 грудня 2011 року становила 203 особи.

## Географія
Поблизу населеного пункту проходить автошлях 3 (Йигві — Тарту — Валґа), естонська частина європейського маршруту E264.
До 2008 року в селі діяв зупинний пункт Вапрамяе залізничної лінії Тарту–Валґа.